# Pedro Gonçalves (football, 1976)
Pour les articles homonymes, voir Pedro Gonçalves.
Pedro Gonçalves, né le 7 février 1976 à Lisbonne, est un entraîneur de football portugais. Il est actuellement sélectionneur de l'équipe d'Angola.

## Carrière
Pedro Gonçalves commence sa carrière en 1996 comme entraineur assistant au sein de l'Amora Futebol Clube, puis avec le Clube Desportivo da Cova da Piedade jusqu'en 2000.
Il intègre alors le Sporting Clube de Portugal d'abord au poste de scout et enfin formateur au sein de l'académie du Sporting. Après 15 ans au sein du club de Lisbonne, il rejoint alors le club angolais du Primeiro de Agosto dans les sections de jeune. Dès 2018, il est responsable des moins de 17 et moins 20 de l'Angola. À partir de 2019, il est nommé sélectionneur de l'équipe nationale de football de l'Angola.
Il a assuré la qualification de l'Angola pour le Championnat d'Afrique des nations 2022, qui s'est tenu en 2023, terminant la compétition à la deuxième place du groupe D.
En septembre 2023, il entre à nouveau dans l'histoire en qualifiant l'équipe nationale angolaise pour la Coupe d'Afrique des Nations 2023, devenant ainsi le seul entraîneur des Palancas Negras à se qualifier à la fois pour le Championnat d'Afrique des Nations et pour la Coupe d'Afrique des Nations.
Pedro Soares Gonçalves a permis à l'Angola de réaliser la meilleure performance de son histoire en phase de groupes de l'AFCON, avec 7 points et deux victoires, ce que les Palancas Negras n'avaient jamais fait auparavant. Dans le groupe D avec l'Algérie, le Burkina Faso et la Mauritanie, les Angolais ont terminé premiers et se sont qualifiés pour les huitièmes de finale de la compétition.
La brillante performance de l'Angola a été soulignée par la BBC Afrique dans un article décrivant comment les Angolais ont dépassé les attentes et prouvé que les critiques avaient tort. Les Palancas Negras ont battu un autre record en remportant le premier tour à élimination directe de CAN de leur histoire, en battant la Namibie 3-0 en huitièmes de finale. Ils ont ensuite été éliminés en quart de finale par le Nigeria (1-0).
En juin 2024, Pedro Soares Gonçalves a disputé 50 matches avec l'équipe nationale angolaise . [Le mois suivant, il a mené l'Angola à la victoire en Coupe COSAFA, sa première en 20 ans, et est devenu l'entraîneur le plus victorieux de l'histoire des Palancas Negras, avec 24 victoires. L'Angola a remporté 4 des 5 matches, dont une victoire 5-0 sur la Namibie en finale du tournoi.
Le 5 septembre 2024, Pedro Soares Gonçalves a battu le record du plus grand nombre de victoires avec l'Angola, se trouvant désormais seul avec le plus grand nombre de succès pour les Palancas Negras, après avoir battu l'équipe nationale du Ghana 1-0. Ce résultat a mis fin à la série de 24 ans d'invincibilité du Ghana à domicile lors des matchs officiels.